# Gonzaga Bulldogs
A Gonzaga Bulldogs (kiejtése: ɡənˈzæɡə; beceneve Bulldogs vagy Zags) a Washington állambeli Spokane-ben elhelyezkedő Gonzaga Egyetem csapatait összefogó, a National Collegiate Athletic Association I-es divíziója, valamint a West Coast Conference tagjaként játszó sportegyesület.
A Bulldogsnak nyolc férfi (baseball, kosárlabda, terepfutás, golf, evezés, labdarúgás, tenisz és atlétika), valamint nyolc női (kosárlabda, terepfutás, golf, evezés, labdarúgás, tenisz, atlétika és röplabda) versenysportcsapata van.

## Története
Az 1910-es évektől 1921-ig becenevük „Fighting Irish” volt, majd felvették a Bulldogs nevet. Ugyan hivatalos kabalájuk az angol buldog, a sajtóban általában „Zags” néven szerepelnek. Az egyesület 1947 és 1958 között a National Association of Intercollegiate Athletics tagja volt, majd konferenciafüggetlenként az NCAA-ba lépett át. 1963-ban a Big Sky Conference alapító tagja volt, majd 1979-ben a West Coast Athletic Conference-be lépett át, amely 1989-ben a West Coast Conference nevet vette fel.

## Versenysportok

### Baseball
Az 1996 óta a West Coast Conference tagjaként játszó csapat otthona a 2007-ben megnyílt Patterson Baseballstadion. Vezetőedzőjük 2003 óta Mark Machtolf.

### Férfi kosárlabda
Az először az 1907–08-as szezonban pályára lépő csapat otthona az egyetemi campuson található McCarthey Atlétikai Centrum. Vezetőedzőjük 1999 óta Mark Few.

### Női kosárlabda
Az először 1987-ben pályára lépő csapat otthona a McCarthey Atlétikai Központ. Vezetőedzőjük 2014 óta Lisa Fortier.

## Korábbi sportágak

### Amerikai futball
Az egyesület amerikaifutball-csapata utoljára 1941-ben lépett pályára; utolsó vezetőedzőjük Puggy Hunton volt.

### Ökölvívás
Az 1952-ben megszüntetett ökölvívócsapat 1950-ben az Idaho Vandalsszal megosztva nemzeti bajnok lett.

## Fordítás
- Ez a szócikk részben vagy egészben  a   Gonzaga Bulldogs című angol Wikipédia-szócikk ezen változatának fordításán alapul.  Az eredeti cikk szerkesztőit annak laptörténete sorolja fel. Ez a jelzés csupán a megfogalmazás eredetét és a szerzői jogokat jelzi, nem szolgál a cikkben szereplő információk forrásmegjelöléseként.